# Gustav Larsson
Gustav Erik Larsson (Gemla, 20 september 1980) is een Zweeds voormalig wielrenner.

## Carrière
Larssons specialiteit was de tijdrit. Dit liet hij onder andere zien in de Ronde van Italië van 2010, waar hij de slotetappe, een individuele tijdrit, won. Daarnaast kan Larsson ook redelijk vooruit in de heuvels en het middelgebergte. Zo werd hij in 2007 knap derde in de ENECO Tour en wist hij zich bij de beste 10 in de Ronde van Duitsland te rijden. Na een jaar (2012) bij Vacansoleil-DCM te hebben gereden, verkaste hij in 2013 naar de Zwitserse ploeg IAM Cycling. In 2015 was hij in dienst bij het Deense Cult Energy Pro Cycling.In 2016 ging hij naar het continentale ColoQuick CULT.
Op 14 maart 2015 deed Larsson een aanval op het werelduurrecord. Hij strandde echter op 50,016 kilometer, waarmee het het record in handen van Rohan Dennis bleef. Hij verbrak wel het Zweedse uurrecord.

## Belangrijkste overwinningen
2001
4e etappe A Ronde van Brandenburg
4e etappe B Grand Prix Willem Tell (tijdrit)
2002
 Zweeds kampioen ploegentijdrit
1e etappe Ringerike GP
Solleröloppet
5e etappe Ronde van Slowakije
 Eindklassement Ronde van Slowakije
4e etappe A Ronde van Brandenburg (tijdrit)
5e etappe A Grand Prix Willem Tell (tijdrit)
2006
 Zweeds kampioen tijdrijden, elite
2007
 Zweeds kampioen tijdrijden, elite
2008
5e etappe Ronde van Denemarken (tijdrit)
1e etappe Ronde van Polen (ploegentijdrit)
2009
3e etappe Ronde van Poitou-Charentes (tijdrit)
 Eindklassement Ronde van Poitou-Charentes
2010
21e etappe Ronde van Italië (tijdrit)
 Zweeds kampioen tijdrijden, elite
Proloog Ronde van Madrid
2e etappe Ronde van de Limousin
 Eindklassement Ronde van de Limousin
2011
 Zweeds kampioen tijdrijden, elite
2012
1e etappe Parijs Nice (tijdrit)
 Zweeds kampioen tijdrijden, elite
2013
 Zweeds kampioen tijdrijden, elite
2015
 Zweeds kampioen tijdrijden, elite

## Resultaten in voornaamste wedstrijden
| Jaar | Ronde van Italië | Ronde van Frankrijk | Ronde van Spanje |
| ---- | ---------------- | ------------------- | ---------------- |
| 2003 |                  |                     |                  |
| 2004 |                  |                     |                  |
| 2005 |                  |                     |                  |
| 2006 | 66e              | 104e                |                  |
| 2007 |                  |                     |                  |
| 2008 | 13e              |                     |                  |
| 2009 |                  | 50e                 |                  |
| 2010 | 59e (1)          |                     | 20e              |
| 2011 |                  |                     |                  |
| 2012 | 35e              | opgave              |                  |
| 2013 |                  |                     |                  |
| 2014 |                  |                     |                  |

| Jaar | Milaan-San Remo | Gent-Wevelgem | Ronde van Vlaanderen | Parijs-Roubaix | Amstel Gold Race | Luik-Bast.‑Luik | Ronde van Lombardije | Waalse Pijl |  | WK op de weg |  | Wereldranglijsten |
| ---- | --------------- | ------------- | -------------------- | -------------- | ---------------- | --------------- | -------------------- | ----------- |  | ------------ |  | ----------------- |
| 2003 |                 |               |                      | opgave         |                  |                 |                      |             |  | opgave       |  |                   |
| 2004 |                 |               |                      |                |                  |                 |                      |             |  | 78e          |  |                   |
| 2005 |                 |               |                      |                |                  |                 |                      |             |  |              |  |                   |
| 2006 |                 |               | 91e                  | 70e            |                  | opgave          | opgave               | 125e        |  |              |  |                   |
| 2007 |                 |               |                      |                | 106e             |                 |                      |             |  | 29e          |  | 57e (UPT)         |
| 2008 |                 |               |                      |                | 45e              | 95e             | 54e                  |             |  | 40e          |  | 113e (UPT)        |
| 2009 |                 |               |                      |                | 20e              | opgave          | 37e                  | 95e         |  |              |  | 208e (UWK)        |
| 2010 | 128e            | opgave        | 85e                  | buit.tijd      |                  |                 | opgave               |             |  | 75e          |  | 122e (UWK)        |
| 2011 | 142e            |               | 58e                  | 43e            | opgave           |                 |                      |             |  |              |  | 211e (UWT)        |
| 2012 | 64e             | 97e           | 41e                  | 31e            |                  |                 |                      |             |  |              |  | 174e (UWT)        |
| 2013 | 116e            |               |                      | opgave         |                  | 84e             |                      |             |  |              |  |                   |
| 2014 |                 |               |                      |                |                  | 84e             |                      | 130e        |  |              |  |                   |

## Ploegen
- 2001- Crescent
- 2002- Crescent
- 2003- Fassa Bortolo
- 2004- Fassa Bortolo
- 2005- Fassa Bortolo
- 2006- La Française des Jeux
- 2007- Unibet.com
- 2008- Team CSC-Saxo Bank
- 2009- Team Saxo Bank
- 2010- Team Saxo Bank
- 2011- Saxo Bank-Sungard
- 2012- Vacansoleil-DCM
- 2013- IAM Cycling
- 2014- IAM Cycling
- 2015- Cult Energy Pro Cycling
- 2016- ColoQuick CULT

Wielerploegen van Gustav Larsson
Bartoli · Basso · Bruseghin · Cancellara · Chicchi · Cioni · de los Ángeles · Facci · Frigo · González · Hoestov · Ivanov · Kirchen · Larsson · Loda · Montgomery · Petacchi · Petito · Pozzato · Štangelj · Tosatto · Trenti · Valjavec · Velo · Zanette (tot 10/01) · Zanotti · Sánchez (stagiair)
Bruseghin · Cancellara · Chicchi · Cioni · Codol · Danielson · De Angeli · de los Ángeles · Facci · Flecha · Frigo · González · Hoestov · Kirchen · Larsson · Ongarato · Petacchi · Petito · Pozzato · Sacchi · Sánchez · Tosatto · Trenti · Vandenbroucke (tot 15/09) · Velo
Aug · Baldato · Bernucci · Bossoni · Bruseghin · Cancellara · Chicchi · Codol · Corioni · Facci · Flecha · Frigo · Giunti · Hauptman · Hoestov · Kirchen · Larsson · Nibali · Ongarato · Petacchi · Petito · Sacchi · Sánchez · Siwtsow · Tosatto · Velo
Auger ·
Bichot ·
Casar ·
Da Cruz ·
Delage ·
Detilloux ·
Di Grégorio ·
Eisel ·
Finot ·
Gérard ·
Gilbert ·
Guesdon ·
Jégou ·
Joly ·
Ladagnous ·
Larsson ·
Leblacher ·
Löfkvist ·
McGee ·
McLeod ·
Mengin ·
Monnerais ·
Mourey ·
Patanchon ·
Roy ·
Vaugrenard ·
Veikkanen ·
Cherel (stagiair) ·
Gudsell (stagiair) ·
Jeandesboz (stagiair) 
Chatoentsev · Carrara · Casper · Cooke · Coyot · Criel · Eichler · Gardeyn · Gołaś · Hunt · Jacobs · Kolesnikov · Larsson · Ljungblad · Pasamontes · Peña · Pronk · Rujano · Scheuneman · Suray · ten Dam · Thijs · Urán · Vandenbergh · Vinther · Wilson · Zanotti · Bideau (stagiair) · Persson (stagiair) · Van Der Schueren (stagiair)
Arvesen ·
Bak ·
Blaudzun · 
Bøchman ·
Breschel ·
Cancellara     ·
Cuesta ·
Goss ·
Haedo ·
Hoestov ·
Johansen (tot 30/04) ·
Julich ·
Klostergaard ·
Kolobnev ·
Kroon ·
Larsson ·
Ljungqvist ·
Lund ·
McCartney ·
McGee · 
O'Grady ·
Sastre ·
A. Schleck ·
F. Schleck ·
C. A. Sørensen ·
N. Sørensen · 
Steensen ·
Van Goolen ·
Voigt ·
Bellis (stagiair) ·
Didier (stagiair) · 
Fuglsang (stagiair)
Arvesen ·
Bak ·
Bellis · 
Bøchman ·
Breschel ·
Cancellara     ·
Fuglsang ·
Goss ·
Haedo ·
Høj ·
Klemme ·
Klostergaard ·
Kolobnev ·
Kroon ·
Larsson ·
Ljungqvist ·
Lund ·
McCartney ·
Mørkøv · 
O'Grady ·
Rasmussen ·
A. Schleck ·
F. Schleck ·
C. A. Sørensen ·
N. Sørensen · 
Steensen ·
Van Goolen ·
Voigt
Bellis · 
Breschel ·
Cancellara       ·
Cooke ·
Didier ·
Fuglsang ·
J. J. Haedo ·
L. S. Haedo ·
Høj ·
Jørgensen ·
Klemme ·
Klostergaard ·
Larsson ·
Lund ·
Marycz ·
Mørkøv ·
O'Grady ·
Porte ·
Rasmussen ·
A. Schleck ·
F. Schleck ·
C. A. Sørensen ·
N. Sørensen · 
Steensen ·
Voigt
Bellis · 
Boaro ·
Christensen ·
Contador ·
Cooke ·
Didier ·
J. J. Haedo ·
L. S. Haedo ·
Hoestov ·
Hernández ·
Jørgensen ·
Klostergaard ·
Larsson ·
Majka ·
Marycz ·
Mørkøv ·
Navarro ·
Noval ·
Nuyens ·
Porte ·
Roberts ·
C. A. Sørensen ·
N. Sørensen · 
Steensen ·
Tanner ·
Tosatto ·
Vandborg ·
Margaliot (stagiair)
Boeckmans ·
Carrara · 
De Gendt · 
Denifl ·
Devolder · 
Feillu · 
Hoogerland ·
van Hummel ·
Keizer ·
Lagoetin ·
Larsson · 
Leukemans ·
Ligthart ·
Lindeman ·
Marcato ·
Marczyński ·
Markus ·
Mol · 
Morajko · 
Mortensen ·
Novikov ·
Pavarin ·
Poels ·
Ruijgh ·
Selvaggi · 
Valls · 
Van Impe ·
Veuchelen · 
Westra ·
Hamelink (stagiair) ·
Kreder (stagiair) · 
Lammertink (stagiair) · 
Wauters (stagiair)
Aregger · 
Bandiera ·
Brändle · 
Cusin · 
Denifl · 
Elmiger · 
Fumeaux · 
Goddaert · 
Haussler · 
Hinault · 
Hollenstein · 
Ista · 
Klemme · 
Lang · 
Larsson · 
Löfkvist · 
Pelucchi · 
Pliușchin · 
Reichenbach · 
Saramotins · 
Schelling · 
Tschopp · 
Wyss
Aregger · Brändle · Chavanel · Denifl · Elmiger · Frank · Fumeaux · Goddaert (tot 18/02) · Haussler · Hinault · Hollenstein · Ista · Klemme · Kluge · Lang · Larsson · Löfkvist · Pelucchi · Pineau · Reichenbach · Reynés · Saramotins · Schelling · Tschopp · Wyss
Carbel · Downing · Gerdemann · Guldhammer · Hník · Kirsch · Larsson · Lemarchand · Mager · Mortensen · Pedersen · Quaade · Reihs · Vinther · Wegmann · Zangerlé